# (39571) Pückler
(39571) Pückler – planetoida z pasa głównego asteroid okrążająca Słońce w ciągu 3 lat i 229 dni w średniej odległości 2,36 j.a. Została odkryta 21 września 1992 roku w Obserwatorium Karla Schwarzschilda w Tautenburgu przez Freimuta Börngena. Nazwa planetoidy pochodzi od Hermana Grafa von Pückler (1785–1871), niemieckiego księcia, autora książek podróżniczych. Przed jej nadaniem planetoida nosiła oznaczenie tymczasowe (39571) 1992 SN24.